# Mo Vaughn
Maurice Samuel "Mo" Vaughn (nascido em 15 de dezembro de 1967), apelidado de "The Hit Dog", é um ex-jogador americano de beisebol proissional da Major League Baseball que atuou como primeira base. Jogou de 1991 até 2003. Vaughn foi convocado três vezes para o All-Star Game e venceu o prêmio de MVP da American League em 1995 com o Boston Red Sox.

## Candidatura ao Hall of Fame
Vaughn se tornou elegível para o Hall of Fame em 2009. 75% são necessários para a indução e 5% eram necessários para se manter na votação. Mo recebeu 1,1% dos votos e foi retirado da votação.